# Mario Ríos Gastelú
Mario David Ríos Gastelú (Oruro, Bolivia; 6 de agosto de 1931-31 de julio de 2022) fue un periodista cultural, escritor y crítico de arte boliviano. 

## Primeros años y vida
Sus padres fueron David Ríos Reinaga y Raquel Gastelú Sagárnaga. Se casó con Elba Calderón de la Barra y tuvo dos hijos: Julio y Javier. Estudió en la primaria del colegio Jorge Oblitas sus primeros años en Oruro, luego tuvo que partir con su familia hasta La Paz donde acabaría la escuela en el Colegio La Salle. Al terminar los estudios secundarios y después de dejar la carrera de medicina, se dedicó al periodismo desde 1950 como relator deportivo con su amigo en Radio Illimani, hasta unos años después de 1952 cuando la revolución del mismo año explotó en La Paz. De ahí en adelante comenzó su carrera profesional como periodista, y más adelante, crítico de arte y escritor.

## Carrera profesional
Como periodista trabajó en distintas instituciones como: "La Nación", "El Diario", "Última Hora" y "Presencia" (periódicos nacionales); en las emisoras de radio Amauta, Illimani, El Cóndor y en la televisión en el canal 9 o ATB. Se inició en el periodismo deportivo, fue en "Última Hora" donde cambio sus tendencias hacia el periodismo cultural. Invitado a los Estados Unidos en un seminario sobre periodismo de América Latina y el Caribe en la Universidad de periodismo de Tucson, República Federal de Alemania en dos oportunidades, a Moscú y Leningrado como un programa especial sobre la cultura asiática en la República Socialista Soviética de Georgia. Publicó en prensa Molinos de viento (ensayos), Interludio de las estaciones (poesía), La orquídea y la muñeca (relatos), Cabalgata de las sombras (poesía). Actualmente escribe semanalmente en el complemento "Hoja del Sur".
Como crítico de arte escribió ensayos como: Creadores de luz, espacio y forma (1998); coautor de Propuestas y tendencias del arte boliviano a fines del milenio (2002), ambas sobre artes plásticas. Además de varias críticas sobre trabajos artísticos en periódicos y revistas.
Como escritor publicó dos libros: La Sombra del Buicolizor (novela) (2004) y Volver en verso (Poesía) (2007), ambos libros que revelan la historia y recuerdos del autor.

## Distinciones y premios
Entre las distinciones destacadas que recibió en su vida profesional fueron el Premio Nacional de Periodismo en 1992, el Premio de Periodismo de la Fundación “Manuel Vicente Ballivián” en 1996 y Premio de Crítica de Arte por el Salón de artes plásticas "Pedro Domingo Murillo" (2003), Premio nacional de culturas "Gunnar Mendoza", Premio "Chachapuma de oro" (1993). También recibió el Diploma al Mérito Periodístico de la Asamblea Legislativa Plurinacional de Bolivia (2012); en 2013 la Tea de la Libertad en el Grado al Mérito y diploma de honor (2013) y medalla al mérito de la Asociación Pro-Arte (1996)